# Rot Weiss Ahlen
Rot-Weiss Ahlen, tidigare LR Ahlen (Leichtathletik Rasensport Ahlen), är en fotbollsklubb från Ahlen i Tyskland.
LR Ahlen skapades 1996 som en fusion mellan Blau-Weiss Ahlren och TuS Ahlen. Ahlen spelade 1996-2000 i Regionalliga innan man gick upp i 2. Bundesliga 2000. Från och med 1 juni 2006 kallar man sig Rot-Weiss Ahlen.